# Храм Христа Спаса
Храм Христа Спаса је недовршена саборна црква Епархије рашко-призренске која је са градњом почела 1992. године у Приштини. Радови су требали бити завршени 1999. године на кампусу предратног Универзитета у Приштини, али су прекинути због рата на Косову и Метохији.
Будућност цркве остаје неизвесна. Године 2016. Универзитет у Приштини није успео у својој четворогодишњој борби да судским путем преузме власништво над земљиштем на којој је подигута црква. Суд је доделио Српској православној цркви право власништва над црквеним земљиштем, међутим Универзитет наставља да саботира покушаје да се црква обнови.

## Историјат
Године 1989. председник СР Србије Слободан Милошевић смањио је надлежности САП Косова у оквиру СФР Југославије и успоставио директну контролу из Београда, у покушају да потисне све већи албански национализам у покрајини. Општина Приштина, под контролом Београда, узела је малу парцелу која је припадала Универзитету у Приштини и дала је Српској православној цркви (СПЦ). Коначни пројекат цркве изабран је по предлогу српског архитекте Спасоја Крунића из 1991. године. По завршетку изградње, црква би имала 1389 златних крстова који би симболизовали годину Косовске битке.
Изградња је почела 1992. године. Радови су заустављени због све мање средстава, а поново су покренути у марту 1995. године. Спољна структура је завршена до 1998. године, али је све напетије безбедносно окружење на Косову и Метохији довело до обуставе изградње. Претежно муслиманско становништво Космета није поздравило изградњу цркве.
Године 1999. Приштина је претрпела последице рата на Косову и Метохији и нарочито НАТО бомбардовања Југославије, а покрајина је постала протекторат Уједињених нација, те је дошло до покушаја да се ова црква уништи експлозивом који је у мањој мери оштетио њену структуру. Албанци цркву виде као симбол Милошевићеве владавине и постојања Срба на простору Косова и Метохије, а након рата су је и више пута вандализовали. Администрација УНМИК-а је изразила забринутост да би СПЦ могла да постане мета насиља, те је ова црква стављена под заштиту заједно са другим православним храмовима на Косову и Метохији. Године 2003. Албанци су почели да позивају на рушење ове цркве.
Град Приштина, са већинским албанским становништвом, постала је део УНМИК-ових привремених институција самоуправе, те је покренула четири предлога за будућност цркве: сачувана каква тренутно јесте, рушење, претворена у музеј или коришћење у неке друге сврхе. СПЦ, тада са седиштем у Грачаници, саопштила је да се противи предлозима, те да на њих гледа као на напад на верско место и покушај да се уклони присуство Срба из Приштине. СПЦ је прикупила имовинска документа која доказују власништво над више објеката у Приштини, као што је Скупштина, смештајне зграде Универзитета у Приштини и његова библиотека. Да би се супротставила градским плановима, предлог СПЦ је био да се ова здања претворе у музеје. УНМИК је затим одбацио предлоге града.
Године 2004. десио се мартовски погром који је довео до уништења или оштећења 35 православних цркава, али храм у Приштини није био један од њих. Између 2005. и 2007. међународна заједница је тражила политичко решење за статус Косова и Метохије, те је створен Ахтисаријев план који је предложио врсту независности и одредбу о заштити имовине СПЦ. У вези са овом црквом, она би се тумачила кроз право својине на земљишту и документацију власништва над земљом. Ахтисаријев план је такође поставио Владу Косова преко свог Министарства културе за заштиту имовине СПЦ, аранжман који српска црква није признала. Да би се изашло из ћорсокака, специјални изасланик ЕУ за Косово и Метохију одабрао је неутралног посредника, амбасадора Мошопулоса из Грчке канцеларије за везу да разговара о питањима између Владе и цркве. Након што је створен механизам комуникације, напори су били посвећени решавању проблема око власништва над земљиштем.
Након што је Република Косово противуставно прогласила независност, комуникација између Владе и СПЦ је прекинута. Године 2009. Министарство културе Републике Косово контактирало је Међународну цивилну канцеларију која је преко изасланика ЕУ контактирала СПЦ и међународне неутралне организације које су посредовале између обе стране у постизању резолуције. СПЦ је поново прикупила власничке документе који показују дозволу за изградњу на месту на ком се налази црква. До 2011. године прекинута је јавна дебата и административна ограничења око власништва, а СПЦ је посветила своје напоре прикупљању новца за рестаурацију и даљу изградњу цркве. Године 2015. градња још увек није настављена, а појавила су се друга административна и правна питања, док је црква поново вандализована.
Будућност цркве остаје неизвесна. Власништво над црквом и земљиштем на коме се она налази спорно је између садашњег Универзитета у Приштини на албанском језику и СПЦ. Неколико албанских интелектуалаца позвало се на њено рушење. Након тога, црква је оскрнављена и вандализована. Током 2016. године део цркве је запаљен и претворен у јавни тоалет и сметлиште. Године 2016. Универзитет у Приштини није успео у својој четворогодишњој борби да судским путем преузме власништво над земљиштем на којој је подигнута црква. Апелациони суд Републике Косово доделио је СПЦ право власништва над црквеним земљиштем, међутим Универзитет у Приштини наставља да саботира покушаје да се црква обнови.
Епархија рашко-призренска је 10. јуна 2021. дошла у цркву и детаљно је очистила, док је након тога епископ Теодосије одржао прву литургију у њој од 1998. године. Хајрула Чеку, министар културе Републике Косово, саопштио је да је литургија била незаконита, јер је земљиште на ком је црква подигнута 1990-их још увек у правном спору између Универзитета у Приштини и СПЦ. Далибор Јевтић, српски политичар, објавио је на Твитеру неколико фотографија албанских припадника Полиције Косова који стоје испред црквених просторија, уз тврдње да је полиција послата да прати литургију. Петар Петковић, директор Канцеларије за Косово и Метохију, изјавио је: „присуство полиције испред цркве очигледна је претња верницима шта ће им се догодити уколико поново дођу у ову светињу у граду из кога је након 1999. године протерано 40.000 Срба са њихових огњишта”. Током ноћи 11. јуна на улазу у цркву освануо је графит са натписом „Исус мрзи Србе”. Графит су наредног јутра уклонили студентски активисти Социјалдемократске партије Косова који су га назвали „провокацијом која има за циљ распламсавање верских и етничких тензија”. Унија студената Универзитета у Приштини је 11. јуна 2021. године одржала протест у универзитетском кампусу на месту где је црква подигнута и назвала је „спомеником који су подигли ратни злочинци”, због присуства Жељка Ражнатовића Аркана свечаности поводом почетка њене изградње 1992. године. Студенти су тражили да се црква уклони из њиховог кампуса или да се претвори у музеј о ратовима у бившој Југославији и наводним ратним злочинима Милошевићевог режима.